# Винко Симончич
Винко Симончич — Гашпер (Чатеж, код Требња, 19. јануар 1914 — Благовица, 8. новембар 1944), учесник Народноослободилачке борбе и народни херој Југославије.

## Биографија
Рођен је 1914. године у Чатежу, код Требња. Пре Другог светског рата, био је шумарски радник.
Партизанима се придружио 18. маја 1942. године. У јесен 1942. налазио се у Нотрањској; тада је постао водник Другог вода Нотрањског одреда. Новембра 1942, примљен је за члана Комунистичке партије Југославије. У лето 1943. године, био је именован за командира чете у Првој словеначкој пролетерској бригади „Тоне Томшич“.
После капитулације Италије 1943. године, Симончич је био именован за команданта батаљона. Неколико месеци касније, пред поход Четрнаесте дивизије у Штајерску, био је именован за заменика команданта Тринаесте словеначке бригаде „Мирко Брачич“. Након тога се истакао на Пашком Козјаку, када му је успело да са својим батаљоном, 18. фебруара 1944, пробије непријатељски обруч и омогући безбедан пролаз дивизије.
Почетком августа 1944. године, по ослобођењу Горње Савињске долине, био је постављен за команданта корушке групе одреда, с којом је између 19. и 24. августа 1944. извео једну од најзначајнијих битака у Корушкој, напад на Чрну. Корушким партизанима је за ту акцију изрекао похвалу и командант савезничких снага у Средоземљу, маршал Харолд Александер.
Октобра 1944. године, Симончич је постао командант Четрнаесте словеначке дивизије. С јединицама дивизије је 7. новембра 1944. извршио напад на немачко-домобранско упориште у Благовици, где је био тешко рањен. Од последица те ране умро је наредног дана. Био је сахрањен са свим војним почастима на гробљу у Горњем Граду. После рата, посмртни остаци су му пренесени у Љубљану и похрањени у гробницу народних хероја.
За народног хероја га је, приликом обиласка партизанских јединица у Штајерској, у јесен 1944, предложио члан Врховног штаба, Франц Лескошек.
Указом Председништва Антифашистичког већа народног ослобођења Југославије (АВНОЈ), 9. маја 1945. године, међу првим борцима Народноослободилачке војске, проглашен је за народног хероја.